# Gaetano Bedini

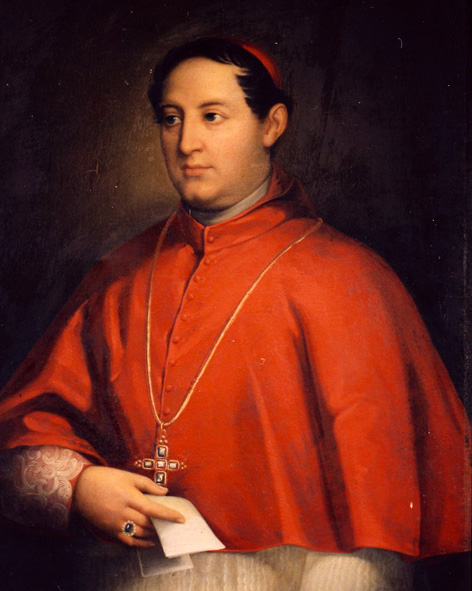
Kardinal GAetano Bedini

Gaetano Bedini, född 15 maj 1806 i Senigallia, Italien, död 6 september 1864 i Viterbo, var en italiensk kardinal och statsman.
Påven Pius IX utsåg honom 1861 till kardinalpräst av Santa Maria sopra Minerva. 